# Kemal Koyuncu
Kemal Koyuncu (ur. 25 stycznia 1985 w İnegöl) – turecki lekkoatleta specjalizujący się w biegach średnich i długich.
W międzynarodowych zawodach startuje od 2004 kiedy to wystąpił w mistrzostwach świata w biegach przełajowych. Trzy lata później zdobył brązowy medal w biegu na 5000 metrów podczas młodzieżowych mistrzostw Europy – po tym sukcesie został jeszcze, także w 2007, mistrzem Europy młodzieżowców w biegu na przełaj. Zajął trzecie w igrzyskach śródziemnomorskich (2009) oraz zajmował dalsze miejsca w finałach uniwersjady w Belgradzie (2009) oraz czempionatu Starego Kontynentu w Barcelonie (2010). W marcu 2011 został halowym wicemistrzem Europy w biegu na 1500 metrów. Wielokrotnie stawał na podium mistrzostw Turcji i mistrzostw krajów bałkańskich, reprezentant kraju w pucharze Europy w biegu na 10 000 metrów.
Rekordy życiowe w biegu na 1500 metrów: stadion – 3:38,6 (29 czerwca 2010, Izmir); hala – 3:41,18 (6 marca 2011, Paryż). Rezultat uzyskany przez Koyuncu w Paryżu (3:41,18) jest halowym rekordem Turcji.

## Osiągnięcia
| Rok  | Impreza                                   | Miejsce                | Konkurencja        | Lokata      | Wynik    |
| ---- | ----------------------------------------- | ---------------------- | ------------------ | ----------- | -------- |
| 2004 | Mistrzostwa świata w biegach przełajowych | Bruksela               | bieg juniorów      | 93. miejsce | 28:05    |
| 2005 | II liga pucharu Europy                    | Stambuł                | bieg na 3000 m     | 1. miejsce  | 8:13,96  |
| 2005 | Mistrzostwa Europy w biegach przełajowych | Tilburg                | bieg seniorów      | 78. miejsce | 29:34    |
| 2006 | Mistrzostwa Europy w biegach przełajowych | San Giorgio su Legnano | bieg młodzieżowców | 17. miejsce | 23:42    |
| 2007 | Młodzieżowe mistrzostwa Europy            | Debreczyn              | bieg na 5000 m     | 3. miejsce  | 13:54,32 |
| 2007 | Uniwersjada                               | Bangkok                | bieg na 10 000 m   | –           | DNF      |
| 2007 | Mistrzostwa Europy w biegach przełajowych | Toro                   | bieg młodzieżowców | 1. miejsce  | 24:31    |
| 2008 | Halowe mistrzostwa świata                 | Walencja               | bieg na 1500 m     | eliminacje  | 3:57,70  |
| 2008 | Puchar Europy w biegu na 10 000 metrów    | Stambuł                | bieg na 10 000 m   | 12. miejsce | 30:06,22 |
| 2008 | Mistrzostwa Europy w biegach przełajowych | Bruksela               | bieg seniorów      | 49. miejsce | 32:43    |
| 2009 | Uniwersjada                               | Belgrad                | bieg na 5000 m     | 14. miejsce | 14:25,61 |
| 2009 | Igrzyska śródziemnomorskie                | Pescara                | bieg na 5000 m     | 3. miejsce  | 14:04,99 |
| 2009 | Igrzyska śródziemnomorskie                | Pescara                | bieg na 1500 m     | 12. miejsce | 3:49,78  |
| 2010 | Mistrzostwa Europy                        | Barcelona              | bieg na 5000 m     | 13. miejsce | 14:17,32 |
| 2010 | Mistrzostwa Europy                        | Barcelona              | bieg na 10 000 m   | 22. miejsce | 30:28,83 |
| 2011 | Halowe mistrzostwa Europy                 | Paryż                  | bieg na 1500 m     | 2. miejsce  | 3:41,18  |
| 2011 | I liga drużynowych mistrzostw Europy      | Izmir                  | bieg na 1500 m     | 1. miejsce  | 4:01,51  |
| 2011 | I liga drużynowych mistrzostw Europy      | Izmir                  | bieg na 3000 m     | 1. miejsce  | 8:10,69  |
| 2013 | Superliga drużynowych mistrzostw Europy   | Gateshead              | bieg na 5000 m     | 3. miejsce  | 14:14,18 |
| 2013 | Igrzyska śródziemnomorskie                | Mersin                 | bieg na 5000 m     | 5. miejsce  | 14:29,75 |